# Бугат (сомон, Говь-Алтай)
Бугат (монг. Бугат) – сомон аймаку Говь-Алтай, Монголія на кордоні з КНР. Територія 9,07 тис км кВ, населення 3 тис. Адміністративний центр – селище Баянгол знаходиться на відстані 203 км від міста Алтай та 1200 км від Улан-Батора. Є школа, лікарня, культурно-торговельні центри.

## Рельєф
Гори Алагхайрхан (3738 м), Улаан уул (2958 м), Буга хайрхан (2939 м).

## Клімат
Різкоконтинентальний клімат. Середня температура січня -17 градусів, липня +25 градусів. Протягом року в середньому випадає 80 мм опадів.

## Корисні копалини
Запаси вугілля, руд кольорових металів, слюди

## Тваринний світ
На території сомону знаходиться Великий Гобійський заповідник. Водяться дикі верблюди, кулани.